# Petri Edit
Petri Edit, Klein (Budapest, 1922 – Budapest, 1979. március 31.) geográfus, a földrajztudományok kandidátusa (1961).

## Élete
Klein Gyula (1888–?) bútorkészítő és Gutfried Margit (1891–1979) gyermekeként született zsidó családban. 1941-ben Budapesten érettségizett, de az üldöztetések miatt nem kapott állást. 1943 tavaszán a Magyarországi Szociáldemokrata Párt VIII. kerületi ifjúsági szervezetén keresztül bekapcsolódott a munkásmozgalomba. Ugyanezen év novemberében a Defenzív Alosztály letartóztatta, azonban bizonyítékok hiányában elengedték. A második világháború végét bujkálva élte túl. Apját koncentrációs táborba hurcolták, ahonnan nem tért vissza. 1945-ben tagja lett az újjászerveződő Magyar Kommunista Párt VIII. kerületi szervezetének és aktív részese volt a Magyar Demokratikus Ifjúsági Szövetség (MADISZ) és az Úttörőszövetség megszervezésének. A következő évben a Közgazdaságtudományi Kar hallgatója lett, majd az egyetem gazdaságföldrajzi tanszékén tanársegédi állást kapott. Emellett tanított a Pártfőiskolán, a Külügyi Akadémián és az Ipari Szaktanárképzőben is. Ezt követően a Lenin Intézet aspiránsa lett, majd ideiglenesen megbízott tanszékvezetőként működött. 1955-től a moszkvai Moszkvai Állami Egyetemen folytatta aspirantúráját, ahol megvédte a Borsod megye mezőgazdasági viszonyainak alakulásáról írt kandidátusi értekezését. 1960-tól nyugdíjba vonulásáig a Magyar Tudományos Akadémia Földrajztudományi Kutató Intézetének tudományos munkatársa volt. Szerkesztette az intézet által kiadott Szovjet Földrajzot. A tanyás településrendszer problémáival foglalkozott. Ezeket előbb Szarvas környékén, majd a Duna–Tisza közén vizsgálta. E témakörben több tanulmányt írt és az orosz nyelv magas fokú ismeretének köszönhetően számos tudományos értekezést fordított.

## Főbb művei
- Magyarország kisföldrajza (Budapest, 1950-51)
- Virágzó élet a sarkkörön túl (Budapest, 1953)
- Középázsiai szovjetköztársaságok (Budapest, 1954)
- Utazás Szovjet-Közép-Ázsiában és Kazahsztánban (Budapest, 1955)
- Szarvas és környéke tanyás településrendszerének mai települési problémáiról (Földrajzi Értesítő, 1966)
- Ötven év (Földrajzi Értesítő, 1967)
- A szovjet földrajztudomány félévszázados fejlődése. Pécsi Mártonnal és Katona Sándorral. (1968, Földrajzi Közlemények)
- A tíz éves Irkutszki Földrajzi Intézet (Földrajzi Értesítő, 1970)
- A 60 éves Sz. A. Kovaljov professzor köszöntése (Földrajzi Értesítő, 1972)
- Az alföldi tanyás településrendszer földrajzi vizsgálatai az MTA Földrajztudományi Kutató Intézetben és a téma jövője (Földrajzi Értesítő, 1976)
- Hatvan év (Földrajzi Értesítő, 1978)

## Díjai, elismerései
- Szocialista Hazáért Érdemrend
- A szocialista földrajzért (oklevél, 1975)
- Munka Érdemrend arany fokozata (1977)[5]